# Myerslopia whakatipuensis
Myerslopia whakatipuensis är en insektsart som beskrevs av Jacek Szwedo 2004. Myerslopia whakatipuensis ingår i släktet Myerslopia och familjen Myerslopiidae. Inga underarter finns listade i Catalogue of Life.